# Голишинський хутір
Голишинський — колишній хутір у Жовтневій сільській раді Олевського району Житомирської області Української РСР.

## Історія
Станом на 1 вересня 1946 року — хутір Голишівської сільської ради Олевського району Житомирської області.
На 10 лютого 1952 року числився як хутір Голишівської (згодом — Жовтнева) сільської ради, що підлягає зселенню. Після 1952 року на обліку не значився.
29 червня 1960 року, відповідно до рішення Житомирського облвиконкому № 683 «Про об'єднання деяких населених пунктів в районах області», офіційно об'єднаний із с. Жовтневе.